# Chassieu
Chassieu – miejscowość i gmina we Francji, w regionie Owernia-Rodan-Alpy, w departamencie Rodan.
Według danych na rok 1990 gminę zamieszkiwało 8508 osób, a gęstość zaludnienia wynosiła 735 osób/km² (wśród 2880 gmin regionu Rodan-Alpy Chassieu plasuje się na 84. miejscu pod względem liczby ludności, natomiast pod względem powierzchni na miejscu 1005.).